# عزرا داغان
عزرا داغان (بالعبرية: עזרא דגן‏) هو ممثل إسرائيلي، ولد في 2 أبريل 1947.

## أعمال

### أفلام
- (1993) قائمة شندلر[4][5][6]
- (2012) الابن الآخر[7]
- (2012) الهجوم

## وصلات خارجية
- عزرا داغان على موقع IMDb (الإنجليزية)
- عزرا داغان على موقع ألو سيني (الفرنسية)
- عزرا داغان على موقع ميوزك برينز (الإنجليزية)
- عزرا داغان على موقع أول موفي (الإنجليزية)
- عزرا داغان على موقع قاعدة بيانات الأفلام السويدية (السويدية)
- عزرا داغان على موقع قاعدة بيانات الفيلم (الإنجليزية)
- عزرا داغان على موقع كينوبويسك (الروسية)